# Jekaterina Arkadjewna Gorsch
Jekaterina Arkadjewna Gorsch (russisch Екатерина Аркадьевна Горш; * 20. Märzjul. / 1. April 1896greg. in Petrosawodsk; † 6. Juli 1987 in Leningrad) war eine russische bzw. sowjetische Bibliothekswissenschaftlerin und Hochschullehrerin.

## Leben
Nach dem Gymnasiumsabschluss 1913 mit Goldmedaille studierte Gorsch in St. Petersburg in den Höheren Bestuschew-Kursen für Frauen in der Historisch-Philologischen Fakultät mit Abschluss 1917.
Nach der Oktoberrevolution arbeitete Gorsch 1918 in der Abteilung der Werktätigenbriefe an Lenin der Generalkanzlei des Allrussischen Zentralen Exekutivkomitees. Sie befreundete sich mit Nadeschda Krupskaja und teilte mit ihr das Interesse an der Entwicklung des Bibliothekswesens.
Von 1922 bis 1925 studierte Gorsch am Petrograder Institut für Außerschulische Bildung in der Bücher- und Bibliotheksfakultät, die später das Bibliotheksinstitut wurde. Darauf leitete sie bis 1930 die Gewerkschaftsbibliotheken der Werke Bolschewik und Treugolnik. Dazu nahm sie die Leitung der Zentralbibliothek der Oblast Leningrad wahr.
Im Herbst 1931 begann Gorsch die Aspirantur am Lehrstuhl für Bibliothekswissenschaft des Bibliotheksinstituts, die sie 1934 abschloss. Bis 1936 war sie Dekanin der Bibliotheksfakultät und leitete dann den Lehrstuhl für Bibliothekswissenschaft bis 1941, als der Deutsche Angriffskrieg gegen die Sowjetunion begann. Im August 1941 kurz vor Beginn der Leningrader Blockade wurde sie aus Leningrad nach Nowaja Ljalja evakuiert und arbeitete als Vizepolitoffizierin in einer Gewerbeschule. Dann leitete sie in Ufa das Parteibüro des Luftfahrtwerks Nr. 26.
Im Mai 1944 erhielt Gorsch den Auftrag, in Leningrad das Bibliotheksinstitut wieder einzurichten, das nach Auslagerung des beweglichen Inventars in das Staatliche Pädagogische Herzen-Institut als Krankenhaus genutzt worden war. Sie war darauf Direktorin des Instituts und später wissenschaftliche Vizedirektorin und Leiterin des Lehrstuhls für Bibliothekswissenschaft. Sie verteidigte 1954 ihre Dissertation über den Aufbau von Bibliotheken in den Jahren 1921–1925 mit Erfolg für die Promotion zur Kandidatin der pädagogischen Wissenschaften.
Nach der Pensionierung 1972 arbeitete Gorsch weiter wissenschaftlich und gesellschaftlich. In der Pädagogischen Gesellschaft der UdSSR leitete sie die Sektion für Untersuchung und Verbreitung des Erbes Nadeschda Krupskajas.

## Ehrungen
- Medaille „Für heldenmütige Arbeit im Großen Vaterländischen Krieg 1941–1945“
- Ehrenzeichen der Sowjetunion (1961)
- Verdiente Kulturarbeiterin der RSFSR (1968)[2]
- Jubiläumsmedaille „Zum Gedenken an den 100. Geburtstag von Wladimir Iljitsch Lenin“
- Krupskaja-Medaille[3]